# Phrynosoma douglasii
Phrynosoma douglasii är en ödla i släktet paddleguaner som förekommer i nordvästra USA. Populationen infogades en längre tid som underart eller synonym i Phrynosoma hernandesi och efter en genetisk studie från 1977 godkänns den som art.

## Utseende
Honor är med en längd av cirka 7,7 cm längre än hanar som blir 5,5 cm långa. Kroppen har en rödbrun till gulgrå färg. Allmänt motsvarar kroppsfärgen jordens färg i utbredningsområdet vad som är ett bra kamouflage. Liksom andra släktmedlemmar har Phrynosoma douglasii taggar på bakhuvudet och två radera med längre taggar på ryggen. Dessutom finns många små taggar på ryggen.

## Utbredning
Utbredningsområdet ligger främst i delstaterna Washington, Oregon och Idaho samt i norra Nevada och norra Kalifornien. Enligt ett fynd lever arten även i sydvästra Montana. En liten avskild population i södra British Columbia (Kanada) är antagligen utdöd. Phrynosoma douglasii vistas i kulliga områden och i bergstrakter mellan 300 och 1850 meter över havet. Arten lever i öppna skogar eller öppna buskskogar med lite låg växtlighet. Typiska växter i regionen är tallar (de som bildar gruppen med det engelska namnet pinyon), arter av ensläktet, buskliknande arter av malörtssläktet och tuvade gräs.

## Ekologi
Arten vilar i övergivna gnagarbon eller den gräver egna jordhålor. Phrynosoma douglasii äter främst myror men inte lika många myror som andra släktmedlemmar (71 procent av födan). Den kompletterar föda med skalbaggar och den intar dessutom grus. Icke könsmogna exemplar har till 89 procent myror som föda.
Individerna försvarar utanför parningstiden ett revir mot artfränder. Arten jagar inte aktiv utan den väntar på sina byten. Om Phrynosoma douglasii kan spruta blod från ögonen som försvar mot fiender liksom andra paddleguaner är inte känd. Parningen sker mellan april och juni och sedan lägger honan inga ägg. Istället föds efter två eller tre månader ungar i juli eller augusti. Per kull föds ungefär 23 ungar som får klara sig självständig från första ögonblicket. De flesta ungar dödas av fiender på grund av att de saknar taggar eller taggarna är mjuka. Arten håller från oktober till april vinterdvala.

## Status
För beståndet är inga hot kända. IUCN listar arten som livskraftig (LC).